# Elizabeth Short
Elizabeth Short, känd postumt som Den svarta dahlian, född 29 juli 1924 i Boston, Massachusetts, USA, död 15 januari 1947, var en amerikansk kvinna som påträffades mördad och svårt lemlästad i Leimert Park i Los Angeles. Mordet blev aldrig uppklarat.

## Biografi
Elizabeth Short var dotter till Cleo A. Short, som byggde golfbanor, och bokhållaren Phoebe May Sawyer. Hennes far lämnade familjen 1930. Hon växte upp i Boston i Massachusetts och hoppade av Medford High School före examen. Hon tillbringade somrarna i Florida på grund av sin hälsa. I december 1942 flyttade hon till Vallejo i Kalifornien för att bo hos sin far. Hon bodde hos fadern till januari 1943. Elizabeth Short arbetade sedan i en butik i armébasen Camp Cooke vid Lompoc ungefär ett halvt år. Hon flyttade sedan till Santa Barbara, där hon arresterades i september 1943 för att ha druckit alkohol som underårig i en bar. Hon sändes tillbaka till Massachusetts av ungdomsrätten, men bosatte sig istället i Florida. 
I juli 1946 flyttade Short till Hollywood i Los Angeles med skådespelardrömmar. Hon hade ingen utbildning inom skådespeleri, och det finns inga uppgifter om att hon lyckades få något arbete som skådespelare. Hon uppges ha gjort ett och annat modelluppdrag. Hon arbetade en tid som servitris, och bodde i ett rum bakom Florentine Gardens nightclub på Hollywood Boulevard. I myten om henne påstods senare att hon var prostituerad, men detta var inte sant. 
Den 9 januari 1947 återvände Elizabeth Short till Los Angeles från San Diego i sällskap med den 25-årige säljaren Robert "Red" Manley, som hon hade dejtat en tid. Hon hade bott som gäst hos familjen French i San Diego i en månad. Manley uppgav senare att han släppte av henne på Biltmore Hotel i Los Angeles, där Short hade uppgett att hon skulle träffa sin syster samma eftermiddag. Hotellpersonalen bekräftade att hon hade tillbringat flera timmar i hotellobbyn, där hon hade använt telefonen, innan hon lämnade hotellet. Det finns många obekräftade uppgifter om var hon befann sig mellan 9 och 15 januari, men hennes vistelse på Biltmore Hotel är den sista som betraktas som bevisad. 

## Upptäckt och utredning
Omkring klockan 10 på morgonen lördagen 15 januari 1947 påträffades Shorts kropp av en privatperson, Betty Bersinger. Kroppen återfanns i en outvecklad del av Leimert Park. 
Hennes kropp hade blivit delad på mitten vid midjan, tvättad och tömd på blod, vilket hade gjort kroppen vit och torr. Hennes kinder hade blivit uppskurna i ett så kallat Glasgow smile. Kriminaltekniker kunde konstatera att hon hade varit död i tio timmar vid den tidpunkt hon återfanns, vilket innebar att hon hade avlidit mellan kvällen 14 januari eller de tidiga morgontimmarna 15 januari. Hon hade åtskilliga skärsår på lår och bröst, där bitar av kött skurits loss. Hennes övre kropp hade lagts ut en bit från den nedre, och hennes inälvor hade placerats under hennes skinkor. Hennes händer hade sträckts ut ovanför hennes huvud, hennes armbågar böjts, och hennes ben särats. 
Obduktionen ägde rum 16 januari. Blåmärken kunde konstateras på hennes huvuds framsida och sidor. Kinderna hade skurits upp medan hon fortfarande levde, medan hennes kropp hade delats efter döden. Dödsorsaken fastställdes som blodförlust orsakad av skärsåren i kinderna, i kombination av chocken orsakad av slagen mot hennes ansikte och huvud. Det konstaterades att hennes anala kanal var utvidgad, vilket tolkades som att hon hade utsatts för en våldtäkt. Inga spår av sperma kunde dock återfinnas.  
Elizabeth Short blev identifierad genom sina fingeravtryck, som fanns i polisregistren sedan hennes arrest från 1943. Upptäckten av kroppen väckte sensation och flera journalister, bland dem Aggie Underwood, hann ta flera uppmärksammade foton. Mordet slogs direkt upp stort i pressen, där det blev föremål för sensationalism och länge skapade stora rubriker. Hon fick postumt smeknamnet Den svarta dahlian, möjligen en referens till mysteriefilmen Blå dahlian (1946). 
Robert "Red" Manley greps och förhördes, men fick släppas då han inte kunde bindas till mordet och hade ett alibi. Ett flertal personer misstänktes för mordet, men ingen blev någonsin formellt gripen för det. Våren 1947 betraktades mordet som ett kallt mord. Undersökningar pågick ännu 1950.

## I populärkultur
Shorts liv och död har givit upphov till ett flertal böcker och filmer, mer eller mindre verklighetsbaserade. 1975 gjordes TV-filmen Who Is the Black Dahlia?, med bland andra Efrem Zimbalist, Jr., Tom Bosley och Gloria DeHaven, Short gestaltades här av Lucie Arnaz. Fallet behandlades även i säsong fyra (avsnitt 13, "The Black Dahlia") av kriminalserien Hunter (1988), Elizabeth Short spelades då av Jessica Nelson. 
James Ellroy skrev 1987 romanen Den svarta dahlian, som handlar om mordet på Short. Brian De Palma regisserade 2006 filmen Den svarta dahlian, baserad på romanen, i vilken Short spelas av Mia Kirshner. Varken Ellroys roman eller filmversionen har dock någon större överensstämmelse med fakta i fallet.
Short har även gestaltats av Mena Suvari i TV-serien American Horror Story, i avsnitten "Spooky Little Girl" samt "Afterbirth" 2011 och åter 2018 i avsnittet "Return to Murder House". Mordet nämns även i datorspelet L.A. Noire (som utspelar sig under sommaren och hösten 1947), där det senare visar sig att en (fiktiv) seriemördare var ansvarig.